# Ricardo García Rodríguez
Ricardo Eugenio Andrés García Rodríguez (Valparaíso, 3 de diciembre de 1930-Santiago, 14 de junio de 2022) fue un abogado y político chileno. Se desempeñó como ministro de Estado —en las carteras de Interior y de Relaciones Exteriores— durante la dictadura militar del general Augusto Pinochet, entre 1985 y 1988.

## Familia y estudios
Nació en la ciudad chilena de Valparaíso el 3 de diciembre de 1930, hijo de Juan Facundo Severo García Luco y de Maria Carolina Rodríguez Barros. Su hermano Juan Ignacio, de profesión abogado, se desempeñó, entre otras cosas, como director del Servicio Electoral entre 1986 y 2013. Realizó sus estudios primarios y secundarios en el Colegio de los Sagrados Corazones de Valparaíso, donde recibió todas las distinciones. Continuó los superiores en la carrera de derecho de la Universidad Católica de Valparaíso (PUCV). En los Sagrados Corazones conoció a Carlos Cáceres Contreras, del que sería más tarde profesor de derecho en la Escuela de Negocios de la PUCV.
En 1962 se casó con la descendiente alemana Sylvia Lisa Holtz Weisser, con quien tuvo cinco hijos.

## Vida pública
En el ámbito público, fue director y luego gerente general de la Fundación Invica (Instituto de Viviendas de Cáritas), ligada a la Iglesia católica, se desempeñó como secretario general de la Unión Interamericana de Ahorro y Préstamo para la Vivienda, y actuó como gerente general de la Mutual de Seguridad en la provincia de Valparaíso.
Durante su juventud perteneció al Partido Demócrata Cristiano (PDC). Posteriormente, el 13 de febrero de 1985, fue designado por el general Augusto Pinochet como ministro del Interior, en una decisión sorpresiva ya que no tenía mayor experiencia en política. Sucesor de Sergio Onofre Jarpa, durante el primer mes en el cargo tuvo que enfrentar el «caso Degollados», el cual terminó con la renuncia del general director de Carabineros César Mendoza; y durante 1986 el «caso Quemados», en el que fue asesinado Rodrigo Rojas de Negri y en que Carmen Gloria Quintana terminó con graves quemaduras; y el atentado contra Augusto Pinochet, tras el cual decretó estado de sitio. Por otra parte, bajo su gestión fueron dictadas las nuevas leyes de partidos políticos, de votaciones y escrutinios y registros electorales, así como la norma de tribunales calificadores de elecciones y la ley del Congreso Nacional. Además, en abril de 1987, le correspondió la coordinación de la visita del Papa Juan Pablo II.
El 11 de julio de 1987 asumió como ministro de Relaciones Exteriores, puesto en el que se mantuvo hasta el 21 de noviembre de 1988, y al año siguiente fue nombrado ministro del Tribunal Constitucional, cuyo periodo finalizó en 1997.
En octubre de 1989 asumió como presidente del directorio de la Universidad Mayor, cargo que mantuvo hasta su fallecimiento, acaecido producto de una insuficiencia respiratoria en Santiago el 14 de junio de 2022, a los 91 años.